# 카세그레인식 망원경
카세그레인식 망원경(영어: Cassegrain Telescope), 또는 카스그랭식 망원경(프랑스어: Télescope de type Cassegrain)은 프랑스의 공작기술자 로랑 카스그랭이 뉴턴식 망원경의 단점을 보완하기 위해 고안한 망원경이다. 
카세그레인식 망원경은 오목거울에 반사되어 들어 온 빛(대상)이 원초점 앞에 위치한 볼록거울에 의해 다시 오던 방향으로 다시 반사되는 원리에 착안하고 있다. 특히 볼록거울에 의해 반사된 빛의 초점이 대단히 멀리 잡히게 되는 장점을 갖고 있다. 이른바 카스그랭 초점은 오목거울의 한가운데에 뚫어진 구멍을 통과하여 망원경 몸체의 뒷편에 맺히게 되며 그리고 초점 거리를 망원경의 노출구의 축소와 확대에 따라 조절할 수 있다.

## 같이 보기
- 슈미트-카세그레인식 망원경